# Patryk Zaucha
Patryk Zaucha (ur. 19 kwietnia 2000 w Tarnowie) – polski piłkarz, występujący na pozycji napastnika, od 2024 w Stali Stalowa Wola. Występował też w Cracovii.

## Kariera klubowa
W latach 2018–2024 piłkarz Cracovii.
Rozpoczął w niej również sezon 2023/2024, w którym 3 razy wystąpił w Ekstraklasie i raz w Pucharze Polski. W trakcie tej kampanii, 14 lutego 2024 został zawodnikiem drugoligowej Stali Stalowa Wola. Zadebiutował w niej dziewięć dni później, grając cały mecz i zwyciężając 1:0 ŁKS II Łódź. Sezon na Podkarpaciu zakończył z 11 meczami ligowymi i jednym golem (10 maja 2024 przeciwko Skrze Częstochowa). Ponadto, wystąpił w dwóch meczach barażowych o awans do I ligi, które zakończyły się awansem podkarpacian na zaplecze Ekstraklasy, po pokonaniu 1 czerwca 2024 2:1 KKS 1925 Kalisz.
20 lipca 2024 wystąpił po raz pierwszy dla Stali na poziomie pierwszej ligi, w przegranym 0:1 meczu przeciwko Górnikowi Łęczna.